# Премия Гильдии киноактёров США за лучшую женскую роль в телефильме или мини-сериале
Премия Гильдии киноактёров США за лучшую женскую роль в телефильме или мини-сериале — награда Гильдии киноактёров США, присуждаемая ежегодно с 1995 года.

## Лауреаты и номинанты
Здесь приведён полный список номинантов и лауреатов.
| Лауреаты выделены отдельным цветом. |

### 1995—1999
| 1995                            | |
| Лауреат                         | Номинанты |
| - Джоан Вудворд «Уроки дыхания» | - Кэтрин Хепбёрн «Одно Рождество» - Дайан Китон «Последний полёт Амелии Эрхарт» - Сисси Спейсек «Приют для Энни» - Сисели Тайсон «Самая старая оставшаяся в живых вдова конфедератов рассказывает…» |

| 1996                              | |
| Лауреат                           | Номинанты |
| - Элфри Вудард «Уроки фортепиано» | - Гленн Клоуз «Молчи и служи: история Маргарет Каммермейер» - Салли Филд «Секрет успеха» - Анжелика Хьюстон «Девушки с Дикого Запада» - Сила Уорд «Почти золото: История Джессики Савитч» |

| 1997                           | |
| Лауреат                        | Номинанты |
| - Кэти Бейтс «Полночная смена» | - Энн Бэнкрофт «Возвращение» - Стокард Чэннинг «Чужие дети» - Джена Мэлоун «Ублюдок из Каролины» - Сисели Тайсон «Дорога на Гальвестон» |

| 1998                             | |
| Лауреат                          | Номинанты |
| - Элфри Вудард «Дети Мисс Эверс» | - Гленн Клоуз «В сумерках» - Фэй Данауэй «Сумерки богов» - Сигурни Уивер «Белоснежка: Страшная сказка» - Мэр Уиннингэм «Джордж Уоллес» |

| 1999                     | |
| Лауреат                  | Номинанты |
| - Анджелина Джоли «Джиа» | - Энн-Маргрет «История Памелы Хэрримэн» - Стокард Чэннинг «Детский танец» - Олимпия Дукакис «Городские истории» - Мэри Стинберджен «О Саре» |

### 2000—2009
| 2000                                            | |
| Лауреат                                         | Номинанты |
| - Хэлли Берри «Познакомьтесь с Дороти Дендридж» | - Кэти Бейтс «Энни» - Джуди Дэвис «Служанка» - Салли Филд «Служанка» - Хелен Миррен «Тайная страсть Айн Рэнд» |

| 2001                                                | |
| Лауреат                                             | Номинанты |
| - Ванесса Редгрейв «Если бы стены могли говорить 2» | - Стокард Чэннинг «Правда о Джейн» - Джуди Денч «Последняя из блондинок-красоток» - Салли Филд «Дэвид Копперфилд» - Элизабет Франц «Смерть коммивояжёра» |

| 2002                                  | |
| Лауреат                               | Номинанты |
| - Джуди Дэвис «Жизнь с Джуди Гарленд» | - Анджела Бассетт «Ресторанчик Руби» - Анжелика Хьюстон «Туманы Авалона» - Сисси Спейсек «Акушерки» - Эмма Томпсон «Эпилог» |

| 2003                                       | |
| Лауреат                                    | Номинанты |
| - Стокард Чэннинг «История Мэттью Шепарда» | - Кэти Бейтс «Ангел для сестры» - Хелен Миррен «Дверь в дверь» - Ванесса Редгрейв «Черчилль» - Ума Турман «Истерическая слепота» |

| 2004                             | |
| Лауреат                          | Номинанты |
| - Мерил Стрип «Ангелы в Америке» | - Энн Бэнкрофт «Римская весна миссис Стоун» - Хелен Миррен «Римская весна миссис Стоун» - Мэри-Луиз Паркер «Ангелы в Америке» - Эмма Томпсон «Ангелы в Америке» |

| 2005                      | |
| Лауреат                   | Номинанты |
| - Гленн Клоуз «Лев зимой» | - Патриция Хитон «Девушка для прощания» - Кеке Палмер «Джиго» - Хилари Суонк «Ангелы с железными зубами» - Шарлиз Терон «Жизнь и смерть Питера Селлерса» |

| 2006                               | |
| Лауреат                            | Номинанты |
| - Эпата Меркерсон «Лакаванна Блюз» | - Тонанцин Кармело «На Запад» - Синтия Никсон «Тёплые источники» - Джоан Вудворд «Падение империи» - Робин Райт «Падение империи» |

| 2007                         | |
| Лауреат                      | Номинанты |
| - Хелен Миррен «Елизавета I» | - Аннетт Бенинг «Миссис Харрис» - Ширли Джонс «Потайные места» - Клорис Личмен «Миссис Харрис» - Грета Скакки «Прерванный путь» |

| 2008                             | |
| Лауреат                          | Номинанты |
| - Куин Латифа «Жизнеобеспечение» | - Эллен Бёрстин «Альбом Митча» - Дебра Мессинг «Развод по-голливудски» - Анна Пэкуин «Схороните моё сердце у Вундед-Ни» - Ванесса Редгрейв «Лихорадка» - Джина Роулендс «Что если бы Бог был солнцем?» |

| 2009                      | |
| Лауреат                   | Номинанты |
| - Лора Линни «Джон Адамс» | - Лора Дерн «Пересчёт» - Ширли Маклейн «Коко Шанель» - Филисия Рашад «Изюм на солнце» - Сьюзан Сарандон «Бернард и Дорис» |

### 2010—2019
| 2010                        | |
| Лауреат                     | Номинанты |
| - Дрю Бэрримор «Серые сады» | - Джоан Аллен «Джорджия О’Кифф» - Руби Ди «Америка» - Джессика Лэнг «Серые сады» - Сигурни Уивер «Молитвы за Бобби» |

| 2011                         | |
| Лауреат                      | Номинанты |
| - Клэр Дэйнс «Тэмпл Грандин» | - Джулия Ормонд «Тэмпл Грандин» - Кэтрин О’Хара «Тэмпл Грандин» - Вайнона Райдер «Когда любви недостаточно: История Лоис Уилсон» - Сьюзан Сарандон «Вы не знаете Джека» |

| 2012                          | |
| Лауреат                       | Номинанты |
| - Кейт Уинслет «Милдред Пирс» | - Дайан Лейн «Правдивое кино» - Мэгги Смит «Аббатство Даунтон» - Бетти Уайт «Потерянный Валентин» - Эмили Уотсон «Попечитель» |

| 2013                              | |
| Лауреат                           | Номинанты |
| - Джулианна Мур «Игра изменилась» | - Элфри Вудард «Стальные магнолии» - Николь Кидман «Хемингуэй и Геллхорн» - Шарлотта Рэмплинг «Неугомонная» - Сигурни Уивер «Политические животные» |

| 2014                         | |
| Лауреат                      | Номинанты |
| - Хелен Миррен «Фил Спектор» | - Анджела Бассетт «Бетти и Коретта» - Хелена Бонэм Картер «Бёртон и Тейлор» - Элизабет Мосс «Вершина озера» - Холли Хантер «Вершина озера» |

| 2015                                     | |
| Лауреат                                  | Номинанты |
| - Фрэнсис Макдорманд «Что знает Оливия?» | - Эллен Бёрстин «Цветы на чердаке» - Мэгги Джилленхол «Благородная женщина» - Джулия Робертс «Обычное сердце» - Сисели Тайсон «Поездка в Баунтифул» |

| 2016                  | |
| Лауреат               | Номинанты |
| - Куин Латифа «Бесси» | - Николь Кидман «Принцесса Монако» - Кристина Риччи «Хроники Лиззи Борден» - Сьюзан Сарандон «Тайная жизнь Мэрилин Монро» - Кристен Уиг «Трофеи перед смертью» |

| 2017                                                                             | |
| Лауреат                                                                          | Номинанты |
| - Сара Полсон «Американская история преступлений: Народ против О. Джея Симпсона» | - Керри Вашингтон «Слушание» - Одра Макдональд «Женский день в гриль-баре „Эмерсон“» - Фелисити Хаффман «Американское преступление» - Брайс Даллас Ховард «Чёрное зеркало» |

| 2018                                     | |
| Лауреат                                  | Номинанты |
| - Николь Кидман «Большая маленькая ложь» | - Лора Дерн «Большая маленькая ложь» - Джессика Лэнг «Вражда: Бетт и Джоан» - Сьюзан Сарандон «Вражда: Бетт и Джоан» - Риз Уизерспун «Большая маленькая ложь» |

| 2019                                          | |
| Лауреат                                       | Номинанты |
| - Патрисия Аркетт «Побег из тюрьмы Даннемора» | - Эми Адамс «Острые предметы» - Патриша Кларксон «Острые предметы» - Пенелопа Крус «Убийство Джанни Версаче: Американская история преступлений» - Эмма Стоун «Маньяк» |

### 2020—наст. время
| 2020                            | |
| Лауреат                         | Номинанты |
| - Мишель Уильямс «Фосси/Вердон» | - Патрисия Аркетт «Притворство» - Джоуи Кинг «Притворство» - Тони Коллетт «Невероятное» - Эмили Уотсон «Чернобыль» |

| 2021                             | |
| Лауреат                          | Номинанты |
| - Аня Тейлор-Джой «Ход королевы» | - Кейт Бланшетт «Миссис Америка» - Микейла Коул «Я могу уничтожить тебя» - Николь Кидман «Отыграть назад» - Керри Вашингтон «И повсюду тлеют пожары» |

| 2022                              | |
| Лауреат                           | Номинанты |
| - Кейт Уинслет «Мейр из Исттауна» | - Дженнифер Кулидж «Белый лотос» - Синтия Эриво «Гений» - Маргарет Куэлли «Уборщица. История матери-одиночки» - Джин Смарт «Мейр из Исттауна» |

| 2023                                | |
| Лауреат                             | Номинанты |
| - Джессика Честейн «Джордж и Тэмми» | - Эмили Блант «Англичанка» - Ниси Нэш «Монстр: История Джеффри Дамера» - Аманда Сейфрид «Выбывшая» - Джулия Гарнер «Изобретая Анну» |
| 2024                                | |
| Лауреат                             | Номинанты |
| - Эли Вонг «Грызня»                 | - Узо Адуба «Побочный эффект: Смерть» - Бри Ларсон «Уроки химии» - Бел Паули «Маленький огонёк» - Кэтрин Хан «Прекрасные мелочи»    |

| 2025                          | |
| Лауреат                       | Номинанты |
| - Джессика Ганнинг «Оленёнок» | - Кэти Бейтс «Великая Лилиан Холл» - Кейт Бланшетт «Все совпадения неслучайны» - Джоди Фостер «Настоящий детектив» - Лили Глэдстоун «Под мостом» - Кристин Милиоти «Пингвин» |

## Статистика

### Многократные номинанты
В таблицах полужирным золотым шрифтом отмечены годы побед.
| 5 номинаций        | 5 номинаций                  |
| ------------------ | ---------------------------- |
| • Хелен Миррен     | 2000, 2003, 2004, 2007, 2014 |
| 4 номинации        |                              |
| • Стокард Чэннинг  | 1997, 1999, 2001, 2003       |
| • Кэти Бейтс       | 1997, 2000, 2003, 2025       |
| • Сьюзан Сарандон  | 2009, 2011, 2016, 2018       |
| • Николь Кидман    | 2013, 2016, 2018, 2020       |
| 3 номинации        |                              |
| • Сисели Тайсон    | 1995, 1997, 2015             |
| • Гленн Клоуз      | 1996, 1998, 2005             |
| • Элфри Вудард     | 1996, 1998, 2013             |
| • Салли Филд       | 1996, 2000, 2001             |
| • Сигурни Уивер    | 1998, 2010, 2013             |
| • Ванесса Редгрейв | 2000, 2003, 2008             |

| 2 номинации        | 2 номинации |
| ------------------ | ----------- |
| • Сисси Спейсек    | 1995, 2002  |
| • Джоан Вудворд    | 1995, 2006  |
| • Анжелика Хьюстон | 1996, 2002  |
| • Энн Бэнкрофт     | 1997, 2004  |
| • Джуди Дэвис      | 2000, 2002  |
| • Эмма Томпсон     | 2002, 2004  |
| • Анджела Бассетт  | 2002, 2014  |
| • Эллен Бёрстин    | 2008, 2015  |
| • Куин Латифа      | 2008, 2016  |
| • Лора Дерн        | 2009, 2018  |
| • Джессика Лэнг    | 2010, 2018  |
| • Эмили Уотсон     | 2012, 2020  |
| • Кейт Уинслет     | 2012, 2022  |
| • Керри Вашингтон  | 2017, 2021  |
| • Патрисия Аркетт  | 2019, 2020  |
| • Кейт Бланшетт    | 2021, 2025  |

### Другие достижения
Телефильмы или мини-сериалы с наибольшим количеством номинаций за лучшую женскую роль (указан год проведения церемонии):
- «Ангелы в Америке» (2004) — 3 номинации
- «Тэмпл Грандин» (2011) — 3 номинации
- «Большая маленькая ложь» (2018) — 3 номинации

Самый старый лауреат:
- Хелен Миррен (2014) — 68 лет

Самый старый номинант:
- Сисели Тайсон (2015) — 89 лет

Самый молодой лауреат:
- Анджелина Джоли (1999) — 23 года
- Аня Тейлор-Джой (2021) — 23 года

Самый молодой номинант:
- Кеке Палмер (2005) — 11 лет